# 福原黎三
福原 黎三（ふくはら れいぞう、1931年4月2日 - 1970年2月27日）は、広島県東広島市八本松町出身のサッカー選手、サッカー指導者。

## 来歴
1945年8月6日、原爆投下後の広島市に入り入市被爆。
1946年広島一中（のちの鯉城高等学校、現広島国泰寺高等学校）3年生のときにサッカーを始める。重松良典は一中サッカー部の1年先輩にあたる。また学校の同期には原田康夫（広島大学学長）、坂田正二（呉大学学長）、沢田昭二（名古屋大学名誉教授）、葉佐井博巳（広大名誉教授）などがいる。
全国中等学校蹴球大会（現全国高等学校サッカー選手権大会）が学制改革により全国高等学校蹴球選手権大会となった1948年に優勝した鯉城高校のフォワード(センターフォワードあるいはインサイドレフト)。小柄ながらヘディングを得意とし馬力のある動きでチームに栄冠をもたらした。前年長沼健らを擁して戦後初優勝した広島高等師範附属中学に続く広島県勢の2連覇だった。
1949年、学区改革のため西条高等学校(現広島県立西条農業高等学校)に編入、1951年全広島の一員としてスウェーデンのプロチーム・ヘルシンボリIFと対戦、初の国際試合を体験した。この全広島は渡部英麿らに、下村幸男・小畑実・銭村健次ら東洋工業の選手も参加した強力チームだった。
1952年、東京教育大学体育学部に入学して蹴球部に所属。2年次には成田十次郎（山中十次郎）、村岡博人らとともに関東大学リーグで28年ぶりに優勝、4年次には主将を務めた。ヘディングと体の使い方が特に上手く、成田は寮で同室だった福原にサッカーをみっちり習ったと話している。また後半の2年間は帝京商業高等学校(現帝京高等学校)の学生講師となり、体育主任として同校の体育施設の整備他に尽力した。1955年、ビルマ、タイ遠征の日本代表メンバーに選ばれたが、この遠征では出場はなく、同年10月東京後楽園競輪場で行われた国際Aマッチ対ビルマ代表戦に途中出場、国際Bマッチ対アメリカ五輪代表戦に先発出場した。
1956年、埼玉県立浦和高等学校に赴任し同校サッカー部を指導、広島式の激しいスライディングタックルを浦和のサッカーに注入した。犬飼基昭、伊藤庸夫、竹嶋住夫（日立）、松本光弘（筑波大学蹴球部元監督）らが教え子。また1960年には倉持守三郎と共に埼玉県で最初の少年サッカークラブ・麗和少年サッカークラブを結成。埼玉県に於ける小学生たちへの正しいサッカーの指導はこれが初めてだった。同県の埼玉県教員サッカークラブ（現さいたまサッカークラブ）に選手としても所属した。
その後広島に帰郷し広島県警察学校で2年教鞭を執る。同校の体育教材にサッカーを取りいれ、全国の警察学校に普及させた。
1962年、広島大学附属高校に赴任し同校サッカー部を指導、この時代の教え子に、宇野勝（東海大学サッカー部元監督）高田豊治、野地照樹、古田篤良ら。また同校のみならず県内のサッカー発展のため、技術指導はもとより、理論的な研究・組織つくりや普及・発展に多大な尽力をし、文字通り広島のサッカー界の大黒柱的存在であった。全国初の広島独自の「サッカー教室」設立に努力、広島少年院にサッカーを導入するなどアイデアマンでもあった。1966年には日本ユース代表(現U-20サッカー日本代表)監督も務めた。
1970年2月7日、胃癌のため38歳で死去した。

## 略歴
- - 1948年 : 広島県立広島第一中学校/広島県鯉城高等学校
- 1949年 - 19??年 : 広島県西条高等学校
- 1952年 - 1955年 : 東京教育大学
- 1956年 - 1959年 : 埼玉県立浦和高等学校教諭・サッカー部監督
- 1960年 - 1961年 : 中国管区広島県警察学校講師
- 1962年 - 1970年 : 広島大学附属高等学校教諭・サッカー部監督
  - 1966年 : 日本ユース代表監督

## 代表歴

### 試合数
- 国際Aマッチ 2試合 0得点(1955)

| 日本代表 | 国際Aマッチ | 国際Aマッチ | その他 | その他 | 期間通算 | 期間通算 |
| 年       | 出場        | 得点        | 出場   | 得点   | 出場     | 得点     |
| -------- | ----------- | ----------- | ------ | ------ | -------- | -------- |
| 1955     | 2           | 0           | 1      | 0      | 3        | 0        |
| 1956     | 0           | 0           | 1      | 0      | 1        | 0        |
| 通算     | 2           | 0           | 2      | 0      | 4        | 0        |

### 出場
| No. | 開催日         | 開催都市   | スタジアム   | 対戦相手 | 結果 | 監督     | 大会         |
| --- | -------------- | ---------- | ------------ | -------- | ---- | -------- | ------------ |
| 1.  | 1955年01月05日 | ラングーン |              | ビルマ   | ●0-3 | 竹腰重丸 | 国際親善試合 |
| 2.  | 1955年10月09日 | 東京都     | 後楽園競輪場 | ビルマ   | △0-0 | 竹腰重丸 | 国際親善試合 |

## 書籍・参考資料
- 福原黎三 - 鯉城同窓会
- サッカーに生きる(福原黎三君遺稿追悼集)、故福原黎三君追悼事業会
- 月刊サッカーマガジン1970年05月01日号特集「福原黎三氏逝く」
- 『輝く埼玉サッカー75年の歩み』埼玉県サッカー協会、1983年

## 関連情報
TV出演
- 体育のしおり（NHK教育テレビジョン）1962年